# Фульхерій Шартрський
Фульхе́рій Ша́ртрський (1059 — 1127) — учасник Першого хрестового походу, політичний діяч Єрусалимського королівства, відомий історик.

## Життєпис
Народився у місті Шартр. Тут здобув освіту й став священиком. Про молоді роки його мало відомостей. Ймовірно він служив кліриком в якоїсь церкві міста. Після оголошення у 1095 році на  Клермонському соборі папою римським Урбаном II хрестового походу Фульхерій  також взяв участь у поході на Святу землю.
Спочатку він знаходився у почті герцога Роберта Нормандського, який разом із графом Стефаном Блуаським спочатку окремо слідував у Палестину. Весь шлях до Константинополя Фульхерій проїхав разом з цими володарями. У столиці Візантійської імперії у 1097 році вони приєдналися до основної частини війська хрестоносців. Далі були Кілікія та Сирія.
У сирійському місті Мараш Фульхерій Шартрський став капеланом графа Балдуїна Булонського. З цього моменту кар'єра Фульхерія була пов'язана з діяльністю Балдуїна. Фульхерій Шартрський брав участь у завоюванні міста Едеса та створені тут графства у 1098 році. До 1100 року Фульхерій знаходився при графі Балдуїні в Едесі. Після обрання останнього новим королем Єрусалима (1100 рік) Фульхерій Шартрський переїхав разом із патроном до цього міста. Тут його призначили каноніком Храму Гробу Господнього, в обов'язки якого також входило піклування скарбами що знаходилися в цій церкві.
На цій посаді Фульхерій Шартрський прослужив до самої смерті у 1127 році. Ймовірно він став жертвою епідемії чуми.

## Творчість
Головною працею Фульхерія є «Єрусалимська історія», над якою він працював з 1100 до 1127 року. Вона написана латиною. Тут викладені події Першого хрестового походу, подальша історія держав хрестоносців. Фульхерій Шартрський записував те, чому він особисто був свідком. Тому ця праця цінна як одне з найважливіших джерел історії хрестоносців.